# 금곡동 (수원시)
금곡동(金谷洞)은 경기도 수원시 권선구의 행정동이다. 수원호매실지구가 조성되었다.

## 개요
금곡동은 마을 서쪽에 있는 칠보산에서 쇠를 캤다고 하여 붙여진 이름으로, 아파트와 자연부락이 병존하고 있는 도농복합 지역으로 일곱 가지 보물이 있다는 칠보산이 병풍처럼 들러져 있는 지역이다. 칠보산 정상을 기점으로 화성시와 경계를 이루고 있다.

## 역사
본래 호매실동과 함께 수원군 매곡면에 속하던 지역이였으나, 행정구역 변경으로 인하여 매곡면이 송동면과 합면되어 매송면이 되었다. 그 뒤 1914년 수원읍 지역이 떨어져 나간 뒤 화성군으로 개칭되어 화성군 매송면 관할이였다가 1987년 다시 수원시로 편입되었다. 수원시 편입 뒤 서둔동이 관할 행정동으로 있었으나, 1991년 서둔동에서 구운동이 분리된 뒤 구운동에서 관할하게 된다. 2003년 구운동에서 금곡동과 호매실동의 앞 글자를 따 금호동으로 분리되면서 행정동 금호동에서 관할하다가, 인구 증가로 2016년 1월 금호동에서 금곡동과 호매실동이 분리되었다.

## 아파트
| 단지명                        | 건설사     | 시행사       | 주소 | 입주        | 비고 |
| ----------------------------- | ---------- | ------------ | --- | ----------- | ---- |
| 금곡 LG                       | 엘지건설㈜ | 엘지건설㈜   | 권선구 금곡로73번길 7 (1단지) 권선구 금곡로 45 (2단지) 권선구 금곡로73번길 33 (3단지) 권선구 금곡로73번길 71 (4단지) | 1998년 11월 |      |
| 호매실 호반베르디움 더 센트럴 | 호반건설   | 스카이리빙㈜ | 권선구 매곡로 43 | 2017년 6월  |      |
| 호반써밋 수원                 | 호반건설   | 호반건설     | 권선구 매곡로 67 | 2017년 4월  |      |

## 교육

### 수원시권선구사립전문대학
- 수원여자대학교